# Marques Indústria e Comércio de Veículos
Marques Indústria e Comércio de Veículos Ltda. war ein brasilianischer Hersteller von Automobilen.

## Unternehmensgeschichte
Ein Geschwisterpaar aus Matão erwarb 1978 die Rechte an einem Projekt von Malzoni. Daraufhin gründeten sie das Unternehmen in Cubatão und begannen mit der Produktion von Automobilen. Der Markenname lautete Marques. Etwa 1980 endete die Produktion. Insgesamt entstanden zwölf Fahrzeuge.

## Fahrzeuge
Im Angebot standen zweisitzige Sportwagen. Das Coupé hatte eine Karosserie aus Fiberglas. Die Basis bildete das Fahrgestell des VW Brasília. Ein luftgekühlter Vierzylinder-Boxermotor mit 1600 cm³ Hubraum und Doppelvergaser trieb die Fahrzeuge an.
Ein Cabriolet wurde laut einer Quelle 1979 entwickelt, laut anderen Quellen auch angeboten.
Ebenso befand sich 1979 eine Version mit einem wassergekühlten Vierzylinder-Reihenmotor aus dem VW Passat in der Entwicklung.